# Bohumil Herlischka
Bohumil Herlischka (25. April 1919 in Čáslav, Tschechoslowakei – 24. Februar 2006 in Düsseldorf) war ein tschechischer Opernregisseur.

## Leben
Während seiner Zeit als Oberspielleiter am Nationaltheater Prag von 1951 bis 1957 machte er sich bei der Staatsführung mehr und mehr unbeliebt. Wegen zunehmender Schwierigkeiten wechselte er an die Deutsche Oper in Berlin. Er arbeitete auch in Frankfurt, Köln, München, Düsseldorf, Wien, Mailand und anderen Städten, später vor allem in Düsseldorf.
In Düsseldorf inszenierte er 1961 den Freischütz, der allerdings Zuschauer empörte, da Herlischkas Fassung nicht wie Kinds Libretto und Webers Oper glücklich endete. Diese Aufführung führte fast zur Kündigung trotz seines Ansehens, das ihm die 1959 inszenierte Urfassung der Lady Macbeth von Mzensk von Schostakowitsch eingebracht hatte. 1962 und 1963 inszenierte er für den Südwestfunk Fernsehfassungen von Georg Büchners Woyzeck und Anton Tschechows Die Möwe.
Neben Walter Felsenstein war er Vorreiter des expressiv-poetischen Theaters. Seine Aufführungen wurden über die Jahre wieder und wieder  gespielt.
Mit seinen Inszenierungen machte er seinen Landsmann, den Komponisten Leoš Janáček, im Westen bekannt.